# 伊莉莎白·博登
伊莉莎白·“莉斯”·博登（英語：Elizabeth "Lizzie" Bolden，1890年8月15日—2006年12月11日）是一名美國超級人瑞，2006年8月27日至2006年12月11日被吉尼斯世界纪录列入世界上最年長者，終年116歲118日。生前居住於美國田納西州孟菲斯市。自2006年8月27日起取代厄瓜多人瑪麗亞·埃絲特·德·卡波維利亞成為最年長者。

## 生平
伊莉莎白（又名莉斯）在1890年生於美國田納西州的索麥維，本姓琼斯，她的雙親都是被解放的黑奴。
1908年，莉斯嫁與劉易斯·博登（Louis Bolden，1892年3月22日—1955年）。他們的第一名子女埃澤爾（Ezell）於1909年9月21日出生。二人總共育有7個兒女，但至今仍然生存的，就只有二名女兒，分別是現年89歲的以斯帖和86歲的馬美。在她2006年8月的116歲舉行生日會時，她的7名兒女合共育有40名孫兒、75名曾孫、150名玄孫。這還不止：150名玄孫之下還有220名她的第五代孫和75名第六代孫。
莉斯於109歲在孟斐斯市一家護理安老院生活。她的家人指莉斯已經無法與其他人溝通，所以勸籲傳媒減少對她採訪。莉斯亦是少數能夠多於一次成為世上最年長的人，原因是在2005年12月9日時，確認厄瓜多爾的玛丽亚·埃丝特·德·卡波维利亚比她還年長一年。不過到次年8月27日卡波維亞女士逝世後，她再次成為世上最年長的在生人士。這時，她已不再於公眾露面。